# 長戸路政行
長戸路 政行（ながとろ まさゆき、1929年8月13日 - ）は、日本の弁護士。敬愛大学名誉教授。
千葉県千葉市生まれ。長戸路政司の三男。千秋、長戸路信行の弟。1955年東京大学法学部卒。東京弁護士三会交通事故処理委員、毎日新聞社交通事故法律相談所嘱託相談員、千葉敬愛経済大学教授、千葉県土地収用委員、千葉県建築紛争審査委員。1996年兄信行の死による学校法人千葉敬愛学園理事長・敬愛大学学長。2001年退任。
2009年4月旭日中綬章受章。

## 著書
- 『交通事故と会社の責任範囲』自由国民社 法律アドバイスシリーズ 1970
- 『すぐ役立つ交通事故の解決法 紛争即決早わかり』ナツメ社 1971
- 『交通事故と会社の賠償責任』自由国民社 1972
- 『交通事故と示談の仕方』自由国民社 1972
- 『交通事故の法律相談 専門弁護士による百問百答』ナツメ社 1974
- 『内容証明公正証書起案・作成の手引 添削つき応用文例83』日本法令様式販売所 1979
- 『時効 あなたは・時効で損する人か・得する人か?』自由国民社 1985
- 『自動車事故の示談のすすめ方 弁護士さんがやさしく答える』日本法令 1992
- 『ケース別/支払命令のすべてがわかる本 債権回収の強力手段』日本法令 1994
- 『よくわかる自動車事故の示談Q&A』家の光協会 1996

### 共著
- 『交通事故で損をしない解決法 交通禍時代の法律顧問』坂野将受共著 ナツメ社 1965
- 『バイクの法律&べんり情報 イラスト版 1986』深野正士,中西二朗共著 自由国民社 1986
- 『いさかいを残さない上手な相続』永田健二共著 明日香出版社 1998
- 『日本一わかりやすい上手な財産相続』永田健二共著 明日香出版社 2003

## 論文
- <長戸路政行